# ひずき優
ひずき 優（ひずき ゆう、2月6日 - ）は、日本の少女小説家。神奈川県出身。女性。
『REAL×FAKE』で2007年ロマン大賞を受賞し、コバルト文庫（集英社）でデビューした。なお、受賞作は出版時に『キミのいる場所/-REAL×FAKE-』に改題されている。

## ロマン大賞選考委員の評価
大岡玲は、作品中の人物描写について「性格造形の優れたお手本と言っていい」と、選評で感心した旨を述べている。井沢元彦は、「今回の候補作の中では、一番『好き』な作品」と述べ、技術面に関しても一定の水準に達していると発言している。一方、唯川恵には「正直なところ、話の内容に較べて枚数が多い」と批判された。結末については、古川日出男が「ラストの着地点もいい」という一方で、大岡と田中雅美からは不満の声が述べられている。

## 作品リスト

### オリジナル作品
コバルト文庫
- キミのいる場所/-REAL×FAKE-（挿絵：山本景子）
- セレブな恋の咲かせ方〜女子高生は外交官!?〜（挿絵：山下ナナオ）
- 夜来香幻想曲 （挿絵：香坂ゆう）：全2巻
  1. 夜来香幻想曲 約束の街と恋の招待状
  2. 夜来香幻想曲 はじまりは異国の王子様
- アルカサルの恋物語（挿絵：風都ノリ→柊暁生）
  1. アルカサルの恋物語 さらわれた花嫁と少年王
  2. アルカサルの恋物語 さまよえる求婚と新たな妃
  3. アルカサルの恋物語 盗まれた妃とめざめる想い
  4. アルカサルの恋物語 いつわりの寵姫とかさなる心
  5. アルカサルの恋物語 哀しみの貴公子と永遠の誓約
- 恋、ときどき香りの魔法 にわか令嬢は殿方禁制につき（挿絵：惠坂）
- 大公様の花嫁さがし（挿絵：椎名咲月）
  1. 大公様の花嫁さがし 猫かぶり姫、奮戦ス!
  2. 大公様の花嫁さがし 最凶の猫かぶり、現ル!
  3. 大公様の花嫁さがし 結婚のおすみつきを奪取セヨ!
- 聖女と王子と鉄壁の騎士 その恋、全力で邪魔します!（挿絵：七都サマコ）
- まいりませ、幻想図書館 眼鏡の淑女と古書の謎（挿絵：まち）
- 腹へり姫シリーズ（挿絵：加々見絵里）
  1. 腹へり姫の受難 王子様、食べていいですか?
  2. 腹へり姫の災難 スイーツ勝負と甘い恋
  3. 腹へり姫の多難 いにしえの約束は美味しく解決すべし
- 乙女ふたり 王女と聖女の宮廷戦記 1～2（表紙絵：のどさわ）

集英社オレンジ文庫
- 書店男子と猫店主（表紙モデル：坂口健太郎）
  1. 書店男子と猫店主の長閑なる午後
  2. 書店男子と猫店主の平穏なる余暇
- そして、アリスはいなくなった（表紙絵：佐原ミズ）
- 相棒は小学生 図書館の少女は新米刑事と謎を解く（表紙絵：木下けい子）
- 推定失踪 まだ失くしていない君を（表紙絵：高階佑）
- 昭和ララバイ 昭和小説アンソロジー（表紙絵：ホラグチカヨ）「光子と蛍子」を寄稿

### ノベライズ作品
- 光の巫女シリーズ 光の巫女を放つ風（原作：前田珠子、挿絵：由利子、コバルト文庫）
- 映画ノベライズ ひるなかの流星（原作：やまもり三香、集英社オレンジ文庫）
- 小説 不能犯（原作：宮月新・神崎裕也、集英社オレンジ文庫）
  - 小説 不能犯 女子高生と電話ボックスの殺し屋
  - 小説 不能犯 墜ちる女
- ノベライズ THE HEAD（原作：アレックス・パストール、デヴィッド・パストール、集英社オレンジ文庫）
- 小説 ここは今から倫理です。（原作：雨瀬シオリ、集英社文庫）